# غونزالو سواريز (لاعب كرة قدم)
غونزالو سواريز (بالإسبانية: Gonzalo Suárez Llano)‏ هو لاعب كرة قدم إسباني في مركز الهجوم، ولد في 22 أبريل 1994 في Coria del Río ‏ في إسبانيا. لعب مع نادي إشبيلية.

## وصلات خارجية
- غونزالو سواريز (لاعب كرة قدم) على موقع قاعدة بيانات كرة القدم.إي يو (الإنجليزية)
- غونزالو سواريز (لاعب كرة قدم) على موقع Soccerway.com (الإنجليزية)